# Holcostethus limbolarius
Holcostethus limbolarius är en insektsart som först beskrevs av Carl Stål 1872.  Holcostethus limbolarius ingår i släktet Holcostethus och familjen bärfisar. Inga underarter finns listade i Catalogue of Life.